# Gul isört
Gul isört (Mesembryanthemum nodiflorum) är en isörtsväxtart som beskrevs av Carl von Linné. Gul isört ingår i isörtssläktet som ingår i familjen isörtsväxter. Arten förekommer tillfälligt i Sverige, men reproducerar sig inte. Inga underarter finns listade i Catalogue of Life.

## Bildgalleri

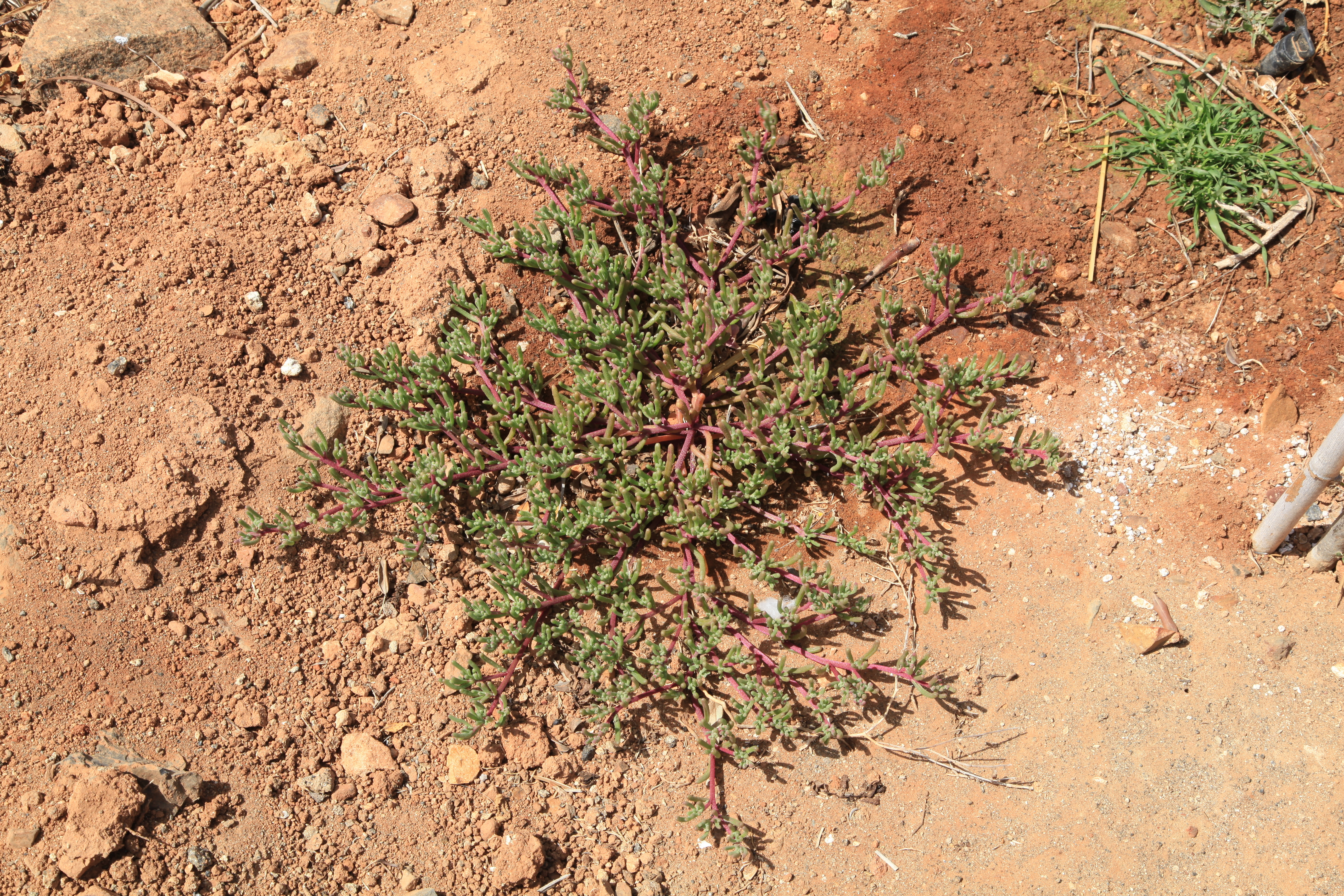
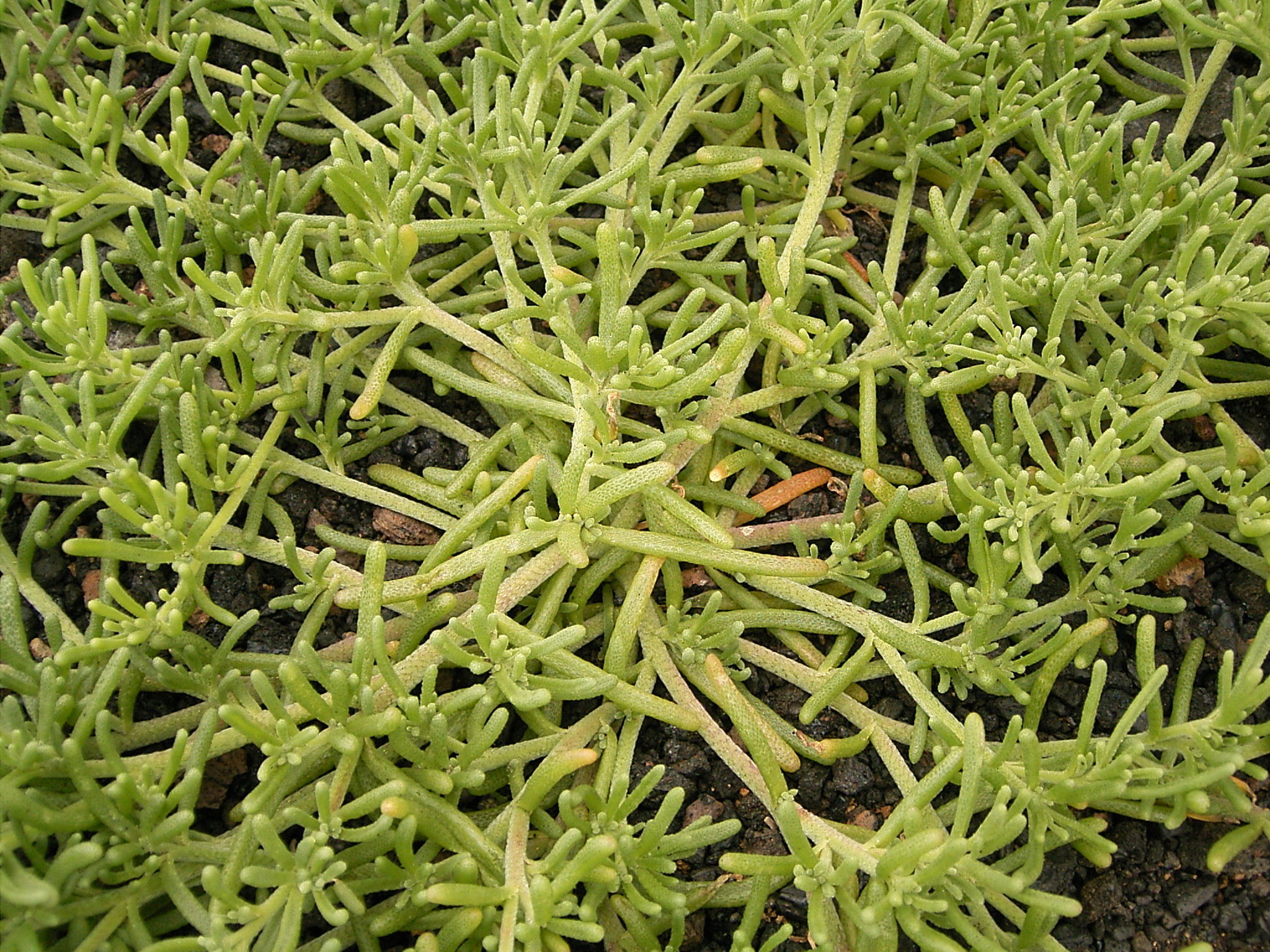
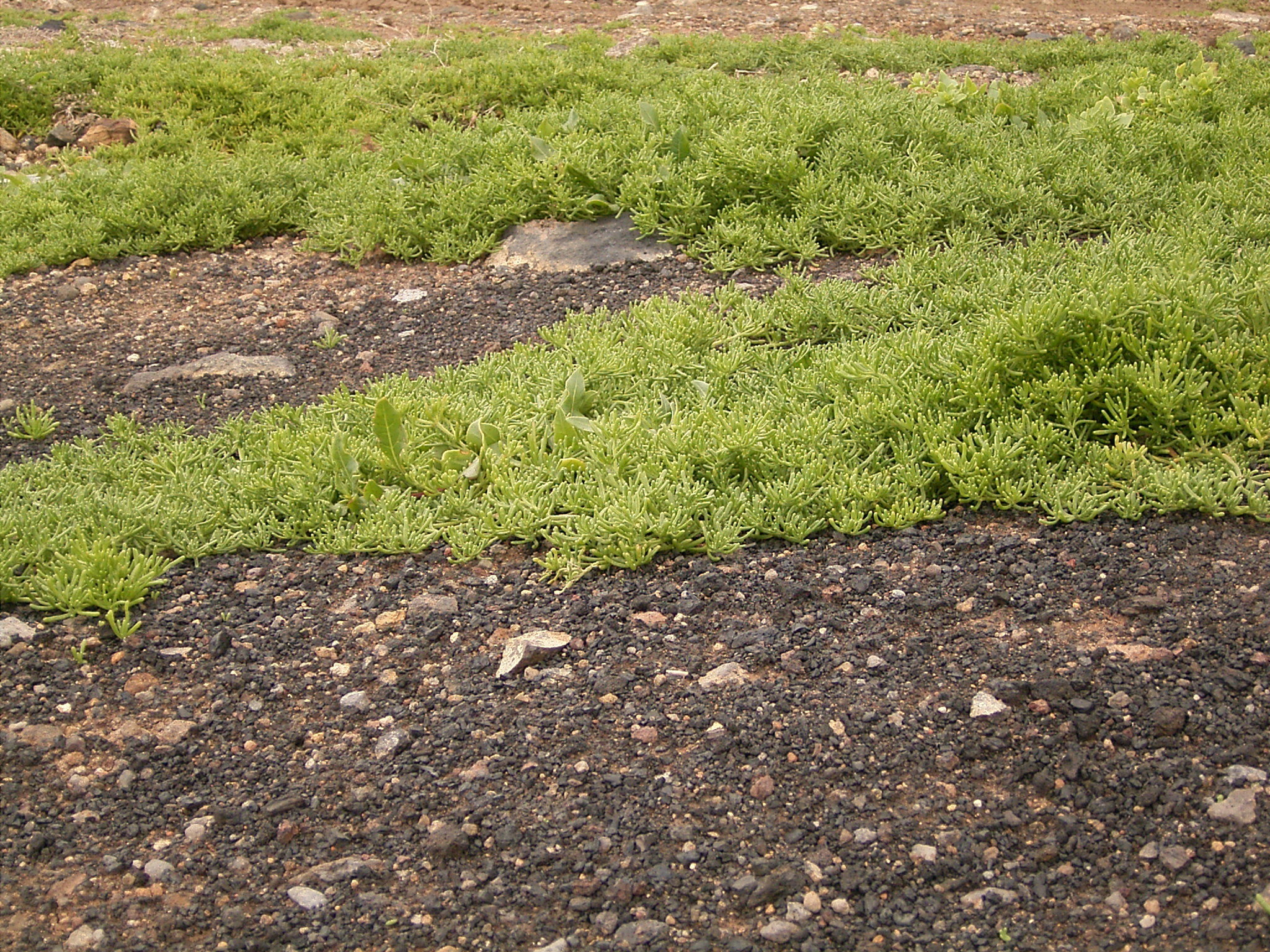
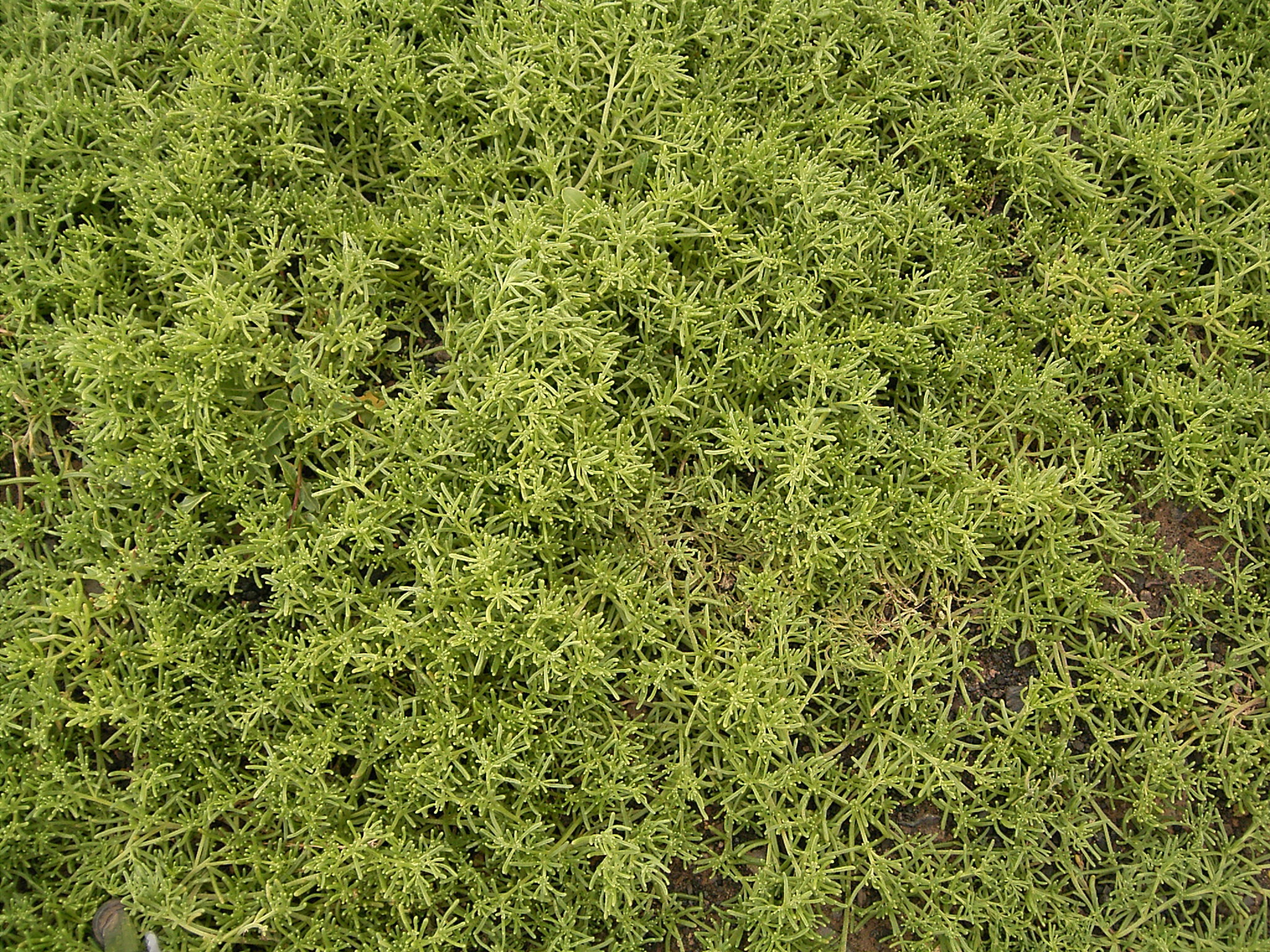
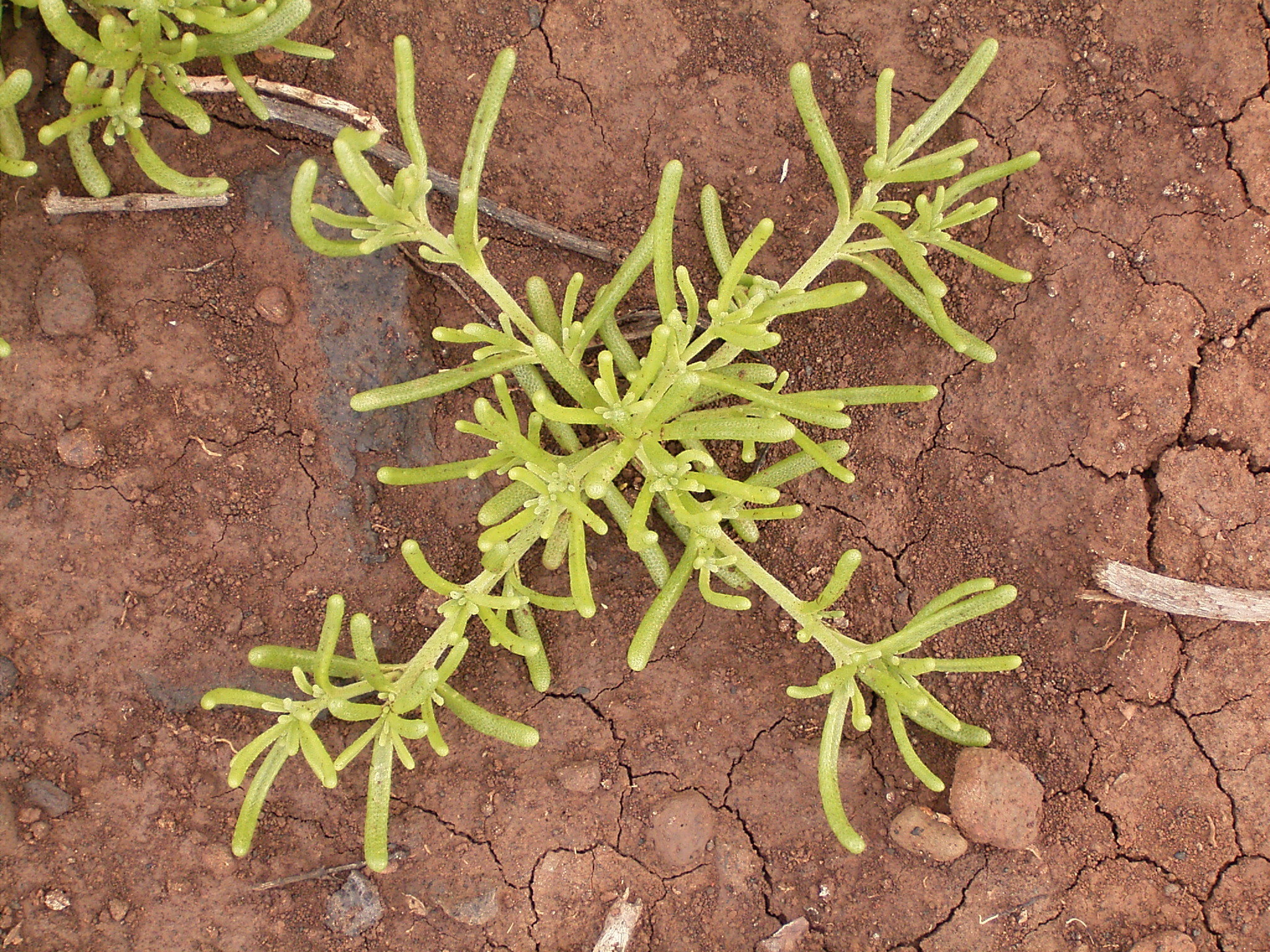
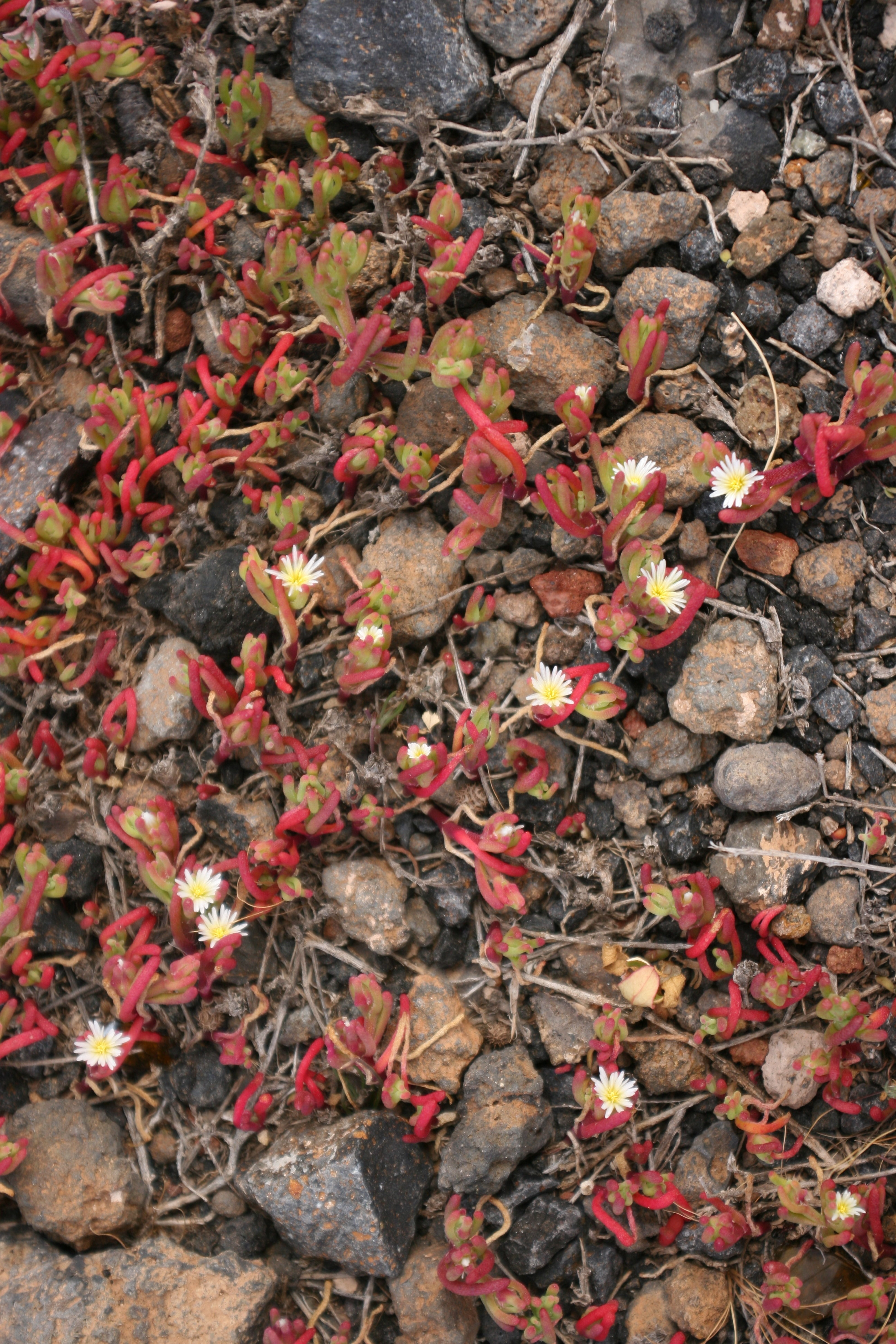